# ويليام رولاند
ويليام رولاند (بالإنجليزية: William Rowland)‏ (24 فبراير 1904 في المملكة المتحدة - 12 أبريل 1942 في المملكة المتحدة) هو لاعب كريكت بريطاني. شارك مع فريق ويلز الوطني للكريكيت ‏. أما مع النوادي، فقد لعب مع Denbighshire County Cricket Club ‏.

## وصلات خارجية
- ويليام رولاند على موقع إي آس بي آن كريك إنفو (الإنجليزية)